# Факультет Економіки та менеджменту університету «Хазар»

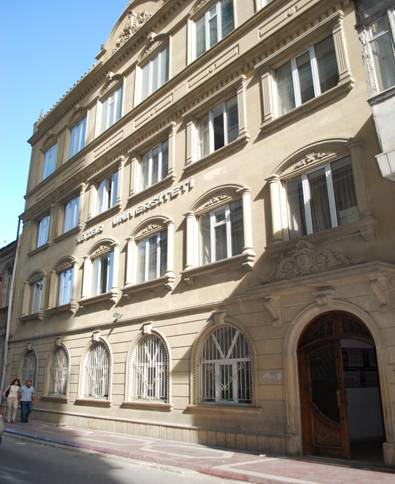

Факультет Економіки та менеджменту — ведучій факультет університету «Хазар», створений у 1991 р. Один з перших у Азербайджані розпочав реалізацію програми МБА (Магістр бізнес адміністрування), другої ступені дворівневої моделі освіти, традиційної для західної системи навчання.
З 1997 року факультет очолює декан, доктор технічних наук, професор Магомед Нуріев, фахівець у галузі менеджменту. Навчальну та наукову роботу здійснюють головні азербайджанські та закордонні професори.
Викладання англійською мовою.

## Освітні програми (Програма навчання)
Факультет готує бакалаврів, магістрів і PhD за такими спеціальностями:
- Фінанси
- Бухгалтерський облік та аудит
- Менеджмент
- Управління бізнесом
- Маркетинг
- Економіка
- Міжнародна економіка

Факультет спільно з IPAG (Institut de Preparation a L`Administration et a la Gestion, France) здійснює підготовку магістрів за фахом «Управління енергоресурсами та стійкого розвитку», з правом отримання дипломів двох університетів.

## Якість освіти
У 2008 та 2009 р. факультет економіки та менеджменту було відзначено двома пальмовими гілками Міжнародного наукового комітету Eduniversal, що свідчить про високий рівень навчання.

## Проекти
Розроблення програми МБА та стратегія розвитку викладатського потенціалу Університету Хазар. (1991—2001 рр.) спільно з Georgia State University, Robinson College of Business, US.
Підтримка економіки перехідного періоду. Розвиток бакалаврских программ бізнес — освіти в Азербайджані (2002—2005 рр., спільно з Southern Connecticut State University Business School,US)
Корпоративне управління в Азербайджані. (2002 — 2005 рр. дослідницький проект фінансований Sasakawa Peace Foundation та реалізований спільно з Малайзійським інститутом економічних досліджень).
Розвиток макроекономічного прогнозування в Азербайджані. (2005 0 2008 рр., дослідницький проект виконаний спільно з Малайзійським інститутом економічних досліджень і Корейським інститутом розвитку).